# Amostragem por bola de neve
Na pesquisa em sociologia e estatística, a amostragem bola de neve  (ou amostragem em cadeia, amostragem por referência em cadeia, amostragem por referência  ) é uma técnica de amostragem não probabilística em que os sujeitos de estudo existentes recrutam futuros sujeitos entre seus conhecidos. Assim, diz-se que o grupo de amostra cresce como uma bola de neve rolante. À medida que a amostra se acumula, são coletados dados suficientes para serem úteis para a pesquisa. Essa técnica de amostragem é frequentemente usada em populações ocultas, como usuários de drogas ou profissionais do sexo, que são de difícil acesso para os pesquisadores. Como os membros da amostra não são selecionados a partir de uma base de amostragem, as amostras bola de neve estão sujeitas a vários vieses. Por exemplo, pessoas que têm muitos amigos são mais propensas a serem recrutadas para a amostra. 
Acreditava-se amplamente que era impossível fazer estimativas imparciais a partir de amostras de bola de neve, mas uma variação da amostragem de bola de neve chamada amostragem orientada pelo respondente    demonstrou permitir que os pesquisadores fizessem estimativas assintoticamente imparciais de amostras de bola de neve sob certas condições. 

## Descrição
A amostragem bola de neve usa um pequeno grupo de informantes iniciais para nomear, por meio de suas redes sociais, outros participantes que atendam aos critérios de elegibilidade. O termo "amostragem bola de neve" reflete uma analogia com uma bola de neve que aumenta de tamanho à medida que rola ladeira abaixo. 

### Método
1. Elaborar um programa de participação (provavelmente sujeito a alterações, mas indicativo).
2. Aproxime-se das partes interessadas e peça contatos.
3. Ganhe contatos e peça para eles participarem.
4. Podem surgir grupos de questões comunitárias que podem ser incluídos no programa de participação.
5. Continue a bola de neve com contatos para ganhar mais partes interessadas, se necessário.
6. Assegurar a diversidade de contactos alargando o perfil das pessoas envolvidas no exercício de bola de neve.

## Vantagens e desvantagens

### Vantagens
1. Localizar populações ocultas: É possível que os inquiridores incluam no inquérito pessoas que não conheceriam mas, através da utilização da rede social.
2. Localização de pessoas de uma população específica: Não há listas ou outras fontes óbvias para localizar membros da população (por exemplo, moradores de rua, usuários de drogas ilegais). Os investigadores usam o contato prévio e a comunicação com os sujeitos, então, os investigadores são capazes de obter acesso e cooperação de novos sujeitos. A chave para obter acesso e documentar a cooperação dos sujeitos é a confiança. Isto é conseguido que os investigadores ajam de boa fé e estabeleçam uma boa relação de trabalho com os sujeitos.
3. Metodologia: Como os sujeitos são usados para localizar a população oculta, o pesquisador investe menos dinheiro e tempo na amostragem. O método de amostragem bola de neve não requer planejamento complexo e a equipe necessária é consideravelmente menor em comparação com outros métodos de amostragem. [9]

### Desvantagens
1. Viés da comunidade: Os primeiros participantes terão um forte impacto na amostra. A amostragem de bola de neve é inexata e pode produzir resultados variados e imprecisos. O método depende muito da habilidade do indivíduo que conduz a amostragem real e da capacidade desse indivíduo de se conectar verticalmente e encontrar uma amostra apropriada. O sucesso requer contatos prévios nas áreas-alvo e a capacidade de manter o fluxo de informações em todo o grupo-alvo. [10]
2. Não aleatório: A amostragem bola de neve contraria muitas das suposições que sustentam as noções convencionais de seleção aleatória e representatividade [11] No entanto, os sistemas sociais estão além da capacidade dos pesquisadores de recrutar aleatoriamente. A amostragem bola de neve é inevitável em sistemas sociais.
3. Tamanho da população amostral desconhecido: Não há como saber o tamanho total da população geral. [12]
4. Ancoragem: Outra desvantagem da amostragem bola de neve é a falta de conhecimento definitivo sobre se a amostra é ou não uma leitura precisa da população-alvo. Ao segmentar apenas algumas pessoas selecionadas, nem sempre é indicativo das tendências reais dentro do grupo de resultados. Identificar a pessoa apropriada para conduzir a amostragem, bem como localizar os alvos corretos é um processo demorado, de modo que os benefícios superam apenas um pouco os custos.
5. Falta de controle sobre o método de amostragem: Como os sujeitos localizam a população oculta, a pesquisa tem muito pouco controle sobre o método de amostragem, que se torna principalmente dependente dos sujeitos originais e subsequentes, que podem adicionar ao conjunto de amostragem conhecido usando um método fora do controle do pesquisador.